# Megasema ashworthii
Megasema ashworthii là một loài bướm đêm trong họ Noctuidae.